# أوجوريليتس
أوجوريليتس (بالبلغارية: Угорелец)‏ قرية تقع إدارياً ضمن Sevlievo ‏ في بلغاريا. ويبلغ عدد سكانها 33 نسمة حسب تعداد 15 مارس 2015. تعتمد أوجوريليتس للبريد على الرمز البريدي 5465 وللاتصالات على رمز الاتصال الهاتفي المحلي 067305.